# Chiesa di San Giorgio alla Piazza
La chiesa di San Giorgio è un edificio religioso situato a La Piazza, nel comune di Castellina in Chianti.

## Descrizione
Di origine romanica e attestata già nel 1084, la chiesa conserva nella facciata a capanna parte dell'originario filaretto e all'interno una tavola quattrocentesca della bottega di Cosimo Rosselli raffigurante la Madonna col Bambino e i Santi Giorgio e Francesco.